# フォート・マクヘンリー (ドック型揚陸艦)
| USS Fort McHenry |                                                                               |
| 艦歴             |                                                                               |
| 発注             | 1983年1月27日                                                                 |
| 起工             | 1983年6月10日                                                                 |
| 進水             | 1986年2月1日                                                                  |
| 就役             | 1987年8月8日                                                                  |
| 除籍             | 2021年3月27日                                                                 |
| 母港             | バージニア州リトル・クリーク海軍両用戦基地                                    |
| 性能諸元         |                                                                               |
| 排水量           | 軽荷排水量：11,325 t 満載排水量：16,261 t                                     |
| 全長             | 610 ft (185.9 m)                                                              |
| 全幅             | 84 ft (25.6 m)                                                                |
| 吃水             | 21 ft (6.4 m)                                                                 |
| 機関             | コルト・インダストリーズ製 16気筒ディーゼルエンジン四基 2軸, 33,000shp (25MW) |
| 最大速度         | 20+ kt (37+ km/h)                                                             |
| 乗員             | 士官22名、兵員391名                                                           |
| 上陸要員         | 402名、一時的に102名増員可能                                                  |
| 兵装             | 25mm Mk-38機関砲二基 20mm ファランクスCIWS二基 12.7mm機銃六基                 |
| 上陸艇           | LCAC4隻またはLCM-6、21隻                                                      |
| モットー:        | Domus Fortium                                                                 |

フォート・マクヘンリー(USS Fort McHenry, LSD-43)は、アメリカ海軍のドック型揚陸艦。ホイッドビー・アイランド級ドック型揚陸艦の3番艦。艦名はメリーランド州ボルチモアのマクヘンリー要塞に因んで命名された。

## 艦歴
フォート・マクヘンリーは1983年6月10日にワシントン州シアトルのロッキード造船で起工、1986年2月1日にヘレン・D・ベントリーによって命名、進水した。1987年8月8日にジョージ・S・ロードス艦長の指揮下就役する。
フォート・マクヘンリーは1988年6月から12月まで西太平洋に配属される。その後、エクソン・ヴァルディーズの石油流出事故に対する除去作業に1989年4月28日から6月22日まで参加した。除去作業に対する乗組員の貢献により、フォート・マクヘンリーは部隊勲功章および沿岸警備隊の特別任務従事リボンを授与された。
1990年6月20日、フォート・マクヘンリーは砂漠の盾／砂漠の嵐に参加するためペルシャ湾に配備され、10ヶ月間に渡って作戦従事する。1991年4月17日、母港のサンディエゴに帰港後フォート・マクヘンリーは海軍部隊栄誉章、国防従軍記章、南西アジア勲功章、クウェート解放メダル(サウジアラビア)、クウェート解放メダル(クウェート)および戦闘活動記章を受章した。
8ヶ月後の1992年1月6日、フォート・マクヘンリーは太平洋西部へ展開した。いくつかの多国籍演習および港湾訪問の後、フォート・マクヘンリーは1992年7月6日にサンディエゴへ帰港した。
広範囲に及んだオーバーホールの後、フォート・マクヘンリーは続く配備に備えて訓練周期に入る。この間にパナマ運河を通過、フロリダ州パナマシティで5隻の新しいLCACを搭載し東海岸へ向かった。訓練終了後、フォート・マクヘンリーは1994年6月9日から12月9日までその4番目の配備が行われた。この間にオペレーション・レストア・ホープに参加する。その後はオペレーション・ヴィジラント・ウォーリアーに参加、フォート・マクヘンリーは二度目の海軍部隊栄誉章、軍事遠征記章、四度目の戦闘効率章を受章した。
1995年9月1日、フォート・マクヘンリーはサンディエゴを出港し、前方展開ユニットの一部として佐世保に配備される。
日本への到着以後、フォート・マクヘンリーはタンデム・トラストのような多国籍演習や、オーストラリアでのクロコダイル、タイでのコブラ・ゴールド、韓国でのフォール・イーグルといった訓練演習に参加し、その間に中国の上海や広島県の呉といった港を訪問した。
1998年5月、フォート・マクヘンリーはCARAT 98(Cooperation Afloat Readiness and Training)に参加する。同演習は西太平洋のブルネイ、シンガポール、マレーシアおよびタイといった国々との共同演習であった。CARAT 98でフォート・マクヘンリーは指揮艦を務め、その功績で1997年海軍太平洋水上艦隊健全部隊賞、海軍作戦部長安全賞を受賞した。
2006年4月長期にわたる展開をしていたため、ローテーション計画に基づき本国に戻ってオーバーホールを受ける。交代として佐世保にはトートゥガが配備された。